# Tasciovano

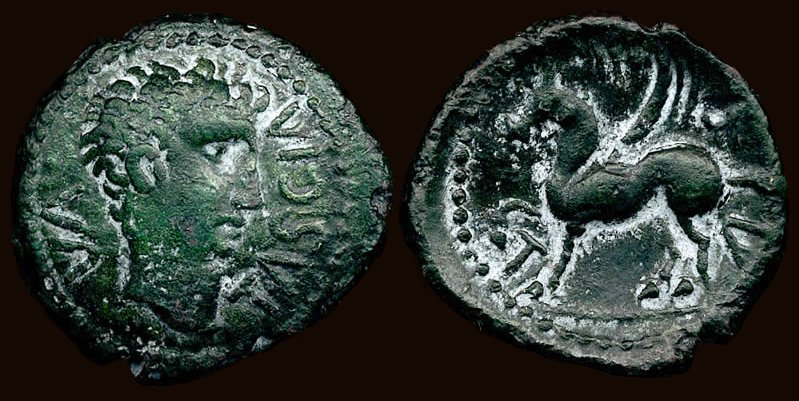
Moneta celtica emessa da Tasciovano.

Tasciovano o anche Tasciovanos o Tasciovanus (... – 9 a.C.) fu un re della tribù celtica dei Catuvellauni, precedente alla conquista romana della Britannia.

## Storia
Tasciovano è conosciuto solo da evidenze numismatiche. Sembra essere salito sul trono dei Catuvellauni attorno al 20 a.C. e aver regnato dalla città di Verulamium (St Albans). Per un breve periodo (ca. 15-10 a.C. emise monete da Camulodunum (Colchester), avendo forse soppiantato Addedomaro dei trinovanti. Dopodiché, per un periodo, emise monete da Verulamium recanti il titolo di Ricon, che in brittonico significa "grande/re divino". Alcune di queste monete portano nomi abbreviati, come "DIAS", "SEGO" e "ANDOCO", che vengono generalmente considerate come attestazioni di nomi di co-reggenti o sovrani clienti. 
Morì attorno al 9 d.C. e a lui successe il figlio Cunobelino, che dapprima regnò da Camulodunum. Un suo altro figlio, Epaticco, allargò i suoi possedimenti verso ovest, a danno degli atrebati.

## Tradizioni medievali
Una genealogia conservata nel manoscritto gallese medievale Harleian 3859 riporta "Caratauc map Cinbelin map Teuhant", che equivale a "Carataco, figlio di Cunobelino, figlio di Tasciovano": questa mette dunque in corretto ordine tre figure storiche, nonostante l'errato contesto e il fatto che il cambiamento linguistico suggerisca una lungra tradizione orale. La genealogia contiene poi una sequenza di imperatori romani e due figure della mitologia gallese, Guidgen (Gwydion) e Lou (Lleu).
Compare nella Historia Regum Britanniae di Goffredo di Monmouth (1136) come Tenvenzio, leggendario re dei britanni, figlio di Lud. Quando loro padre morì, lui e suo fratello Androgeo erano ancora piccoli e quindi le redini della Britannia furono rette dallo zio Cassibelano. Tenvanzio fu nominato duca di Cornovaglia e partecipò con lo zio alla difesa dell'isola dalle dagli attacchi sferrati alla Britannia  da Gaio Giulio Cesare. Androgeo andò a Roma con Cesare e così, quando Cassivellauno morì, Tenvanzio salì sul trono della Britannia. A lui successe il figlio Kimbelino, che fu portato a Roma da Cesare Augusto.
Nelle versioni gallesi della Historia di Goffredo, il suo nome appare come Teneufan o come Trahayant.